# فرانسوا ماري دودان
فرانسوا ماري دودان (François Marie Daudin، 
تنطق بالفرنسية: [fʁɑ̃swa maʁi dodɛ̃]
؛ ولد في 29 أغسطس 1776 بباريس وتوفي في 30 نوفمبر 1803 في باريس) كان عالمًا فرنسيًّا للحيوانات.
مع إصابة ساقيه بالشلل بسبب مرض الطفولة، درس الفيزياء والتاريخ الطبيعي، ولكن انتهى به الأمر إلى تكريسه لهذا الأخير.
وجد دودان أعظم نجاح له في علم الزواحف والبرمائيات. قام بنشر كتاب يحمل اسم Histoire Naturelle des Reinettes, des grenouilles et des crapauds (التاريخ الطبيعي لضفادع الأشجار والضفادع والعلاجيم) في عام 1802، و Histoire Naturelle, générale et Particulière des Reptiles (التاريخ الطبيعي والعام والخاص للزواحف) (8 مجلدات) في 1802-1803. يحتوي هذا العمل الأخير على أوصاف لـ 517 نوعًا، العديد منها لأول مرة، بناءً على فحص أكثر من 1100 عينة.